# Stade de Marchan
Das Stade de Marchan (deutsch Marchan-Stadion) war ein Fußballstadion mit Leichtathletikanlage in der marokkanischen Stadt Tanger. Es fasste 14.000 Zuschauer.
Der heimische Fußballverein IR Tanger trug seine Spiele, bis zur Eröffnung des Grand Stade de Tanger 2011, hier aus. 2016 wurde das Stade de Marchan abgerissen und auf dem Gelände eine Parkanlage errichtet.